# Door (album)
Pour les articles homonymes, voir Door.
Albums de Every Little Thing
Crispy Park
(9 août 2006) Change
(24 mars 2010)
Compilations par Every Little Thing
14 Message: Every Ballad Songs 2
(2007) Every Best Single
(2009)
Singles
1. Kirameki Hour
Sortie : 8 août 2007
2. Koi wo Shiteiru / Fuyu ga Hajimaru yo
Sortie : 31 octobre 2007
3. Sakurabito
Sortie : 13 février 2008

Door (se traduisant par "Porte") est le huitième album original d'Every Little Thing.

## Présentation
L'album sort le 5 mars 2008 au Japon sur le label Avex Trax, un an et demi après le précédent album original du groupe, Crispy Park (entre-temps est sortie sa compilation de ballades 14 Message: Every Ballad Songs 2). Il sort aussi dans une édition limitée avec une pochette différente incluant un DVD en supplément.
C'est le second album original du groupe (après 4 Force) à ne pas atteindre la 1re place du classement des ventes de l'Oricon, où il se classe 2e, restant classé pendant dix semaines. C'est alors son album le moins vendu, à l'exception de deux albums de remix.
L'album contient onze chansons, écrites (sauf une reprise) par la chanteuse, Kaori Mochida, et composées par divers auteurs extérieurs au groupe ; il contient en plus deux interludes instrumentaux composés par le guitariste, Ichirō Itō. 
Quatre des chansons étaient déjà parues sur les trois singles sortis depuis le précédent album : Kirameki Hour (le 8 août 2007), Koi wo Shiteiru / Fuyu ga Hajimaru yo (le 31 octobre 2007), et Sakurabito (le 13 février 2008) ; Fuyu ga Hajimaru yo est une reprise de la chanson de Noriyuki Makihara originellement sortie en single en 1991, et est interprétée en duo avec lui. Le dernier titre de l'album, Ophelia Act 2, est la suite du titre similaire Ophelia Act 1 figurant en face B du dernier single Sakurabito.

## Liste des titres
Toutes les paroles sont écrites par Kaori Mochida, sauf n°7 par Noriyuki Makihara.
| CD    | CD                                                                          | CD                                         | CD    | CD | CD | CD | CD | CD | CD |
| No    | Titre                                                                       | Musique / Arrangements                     | Durée |    |    |    |    |    |    |
| ----- | --------------------------------------------------------------------------- | ------------------------------------------ | ----- | -- | -- | -- | -- | -- | -- |
| 1.    | Gate #8 (GATE #8 ; Instrumental)                                            | Ichiro Ito / Ichiro Ito, Yasunari Nakamura | 1:27  |    |    |    |    |    |    |
| 2.    | Masaka no Telepathy (まさかのTelepathy)                                     | Daisuke Kato / ELT, Yasunari Nakamura      | 4:31  |    |    |    |    |    |    |
| 3.    | Kirameki Hour (Door version) (キラメキアワー ... ; 32e single)              | Kunio Tago / ELT, Masafumi Hayashi         | 4:34  |    |    |    |    |    |    |
| 4.    | Paris no Musume (パリの娘)                                                  | Hikari / Every Little Thing, Hikari        | 4:39  |    |    |    |    |    |    |
| 5.    | Sakurabito (サクラビト ; 34e single)                                        | Kunio Tago / ELT, Tomoji Sogawa            | 5:02  |    |    |    |    |    |    |
| 6.    | Wonder Land (WONDER LAND)                                                   | Daichi Hayakawa / ELT, Yasunari Nakamura   | 4:21  |    |    |    |    |    |    |
| 7.    | Fuyu ga Hajimaru yo feat. Makihara Noriyuki (冬がはじまるよ Feat. 槇原敬之) | Noriyuki Makihara / ELT, Masafumi Hayashi  | 4:32  |    |    |    |    |    |    |
| 8.    | B.L.V.D. (Instrumental)                                                     | Ichiro Ito / Ichiro Ito, Yasunari Nakamura | 2:43  |    |    |    |    |    |    |
| 9.    | Neroli (NEROLI)                                                             | Kunio Tago / ELT, Masafumi Hayashi         | 4:25  |    |    |    |    |    |    |
| 10.   | Karakara (カラカラ)                                                         | Takashi Iioka / ELT, Masafumi Hayashi      | 4:06  |    |    |    |    |    |    |
| 11.   | Koi wo Shiteiru (恋をしている ; du 33e single)                              | Kazuhito Kikuchi / ELT, Yasunari Nakamura  | 5:23  |    |    |    |    |    |    |
| 12.   | Gladiolus (gladiolus)                                                       | Yoko Kuzuya / ELT, Masafumi Hayashi        | 5:23  |    |    |    |    |    |    |
| 13.   | Ophelia Act 2 (オフェリア_act2)                                             | Takashi Iioka / ELT, Yasunari Nakamura     | 3:20  |    |    |    |    |    |    |
| 54:26 |                                                                             |                                            |       |    |    |    |    |    |    |

| 1. | "Kirameki Hour" Video Clip                                                                              |  |
| 2. | "Koi wo Shiteiru" Video Clip                                                                            |  |
| 3. | "Kirameki Hour", "Koi wo Shiteiru", "Sakurabito" & "Door" Video Clip & Photo Shoot & Recording Off-shot |  |
| 4. | "Koi wo Shiteiru" from X'mas Live at Ikspiari                                                           |  |
| 5. | "Sakurabito" Video Clip -Mochida Solo Version-                                                          |  |
| 6. | "Sakurabito" Video Clip -Ito Solo Version-                                                              |  |
| 7. | Channel-a (...) (Channel-a 特別編Every Little Thing ～それぞれの休日～」)                               |  |